# Општина Лепосавић
Општина Лепосавић је најсевернија општина јужне српске покрајине Косово и Метохија. Површина јој је 750 km², и налази се у долини Ибра. Ограничена је са истока падинама Копаоника, са запада падинама Рогозне, и обухвата 72 села са укупно 18.500 становника. Нека насеља која су данас у овој општини су тек 1953. године припојена Косову и Метохији (Лешак, Бело Брдо, Врачево, Бербериште)

## Географски положај
Лепосавић је најсевернија општина Косова и Метохије. Налази се са десне стране реке Ибра. Припада јужном и средишњем делу ибарско-копаоничког краја. Обухвата планинске области југозападног Копаоника и североисточне падине Рогозне.
Данашња општина је формирана 1960. године, од некадашњих општина Лешак, Лепосавић и Слатина. Законом о подручјима, општинама и срезовима у Народној Републици Србији, објављеном у Службеном гласнику 12. децембра 1959. године, општини је припало двадесет катастарских општина, односно насељених места: Белуће, Бербериште, Бистрица, Баре, Бело Брдо, Борова, Врачево, Гувниште, Доњи Крњин, Земаница, Исево, Лешак, Миоковиће, Остраће, Постење, Поткомље, Рватска, Требиће, Ћирковићи, Црнатово. Ове катастарске општине су припадале Дежевском срезу са средиштем у Новом Пазару (Бербериште), Копаоничком срезу са седиштем у Брусу (Земаница, Црнатово, Бело Брдо, Миоковиће) и Студеничком срезу, са седиштем у Рашкој (сва остала насеља). Тиме је 170 km² територије уже Србије припојено аутономној области Косову и Метохији. Године 1963. донет је Устав, којим је Косовско-метохијска област постала аутономна покрајина.
Општина Лепосавић сада има 7 месних заједница, Лешак, Лепосавић и Сочаница, Бело Брдо, Врачево, Бистрица и Шаљска Бистрица и 72 села.

## Клима
У општини су присутне:
- умереноконтинентална клима до надморске висине 800 m. Максимална температура од 38,5 °C се достиже у јулу и августу, а минимална -28,5 °C у другој половини јануара и првој половини фебруара, док је средња температура. Први мразеви почињу крајем септембра или у октобру, а први снег половином новембра и трају до маја, најчешће око Ибра и његових притока. Најчешће дувају северни, северозападни и југоисточни ветар (косовац).[4]
- субалпска клима, на висинама од 800 m до 1300 m. Одликује се хладним зимама и умерено топлим летима, при чему је јесен топлија од пролећа.[5]
- планинска клима, на висинама изнад 1300 m. Заступљена је на Копаонику и Рогозни. Најхладнији је месец јануар, а најтоплији август. Снег траје по 150 дана у години, а магле 94.[5]

## Природна богатства

#### Биљни и животињски свет
Разноврсност биљног света зависи од надморске висине, која се креће од 400, где преовлађују барска вегетација и обрадиве површине у долини Ибра, до 2017 метара, где преовлађују шумска и планинска вегетација. Шуме, ливаде и пашњаци заузимају 56% територије општине. У нижим областима расту врба, јова и топола, док се на већим висинама храст и буква, у заједници са другим врстама, цер, јасен, јавор, црни и бели граб, јасика, леска, глог, клека. На већим надморским висинама се налазе четинари бор, јела, смрека, оморика, смрча. У близини места Дубље, налази се око 150 церових стабала, на површини од 1 хектара, који су заштићено природно добро.
На шумским пропланцима, пашњацима и у врлетима расте шумско воће: јагода, купина, боровница, дрењина, леска, трњина, шипурак, дивља јабука, дивља крушка. Такође се налази ливадско и шумско цвеће: висибаба, нарцис, љубичица, ружа, снежни цвет, орхидеја, врес, бела рада и друге. Има и лековитог биља: трава ива, ђурђевак, маслачак, мајчина душица, хајдучка трава, кантарион, боквица, зова, камилица, липа, глог, клека. У ендеме спадају Панчићева поточарка (лат. Cardamine pancicii), рунолист, српска лала (лат. Tulipa serbica), копаоничка љубичица (лат. Viola Copanicensis).
Од животињског света су заступљени:
- рибе у текућим водама: клен, белица, кркуша, говедарац, мрена, скобаљ и шаран, којим се порибљава, а у стајаћим водама бабушка, караш, толстолобик, сунчица, манић, гргеч, лињак, штука и друге. У бистрим планинским речицама има и пастрмке.[8]
- водоземци: разне врсте жаба
- гмизавци: змије (белоушка, поскок, шарка, смук), гуштер, даждевњак
- птице, често се срећу грлица, гавран, сврака, врана, креја, мочварице (сива чапља, лиска, барска шљука, дивља патка), грабљивице (велика сова, сова ушара, орао крсташ, јастреб, мишар), коке (фазан, препелица, јаребица, лештарка)
- крзнашице: сиви пух, куна златица, куна белица, ласица, твор, веверица, ласица, јазавац, дивља мачка
- ситна дивљач: зец, слепо куче
- крупна дивљач: дивља свиња, срна, вук, медвед, дивокоза, рис

### Хидрографија
Река Ибар, која у свом горњем току има врло чисте воде. У мање хидролошке објекте спадају баре, извори и термоминерални извори:
- Споменик природе „Термоминерални извор у селу Вуча“
- термоминерални извор у подножју Копаоника у близини Белог Брда
- термоминерални извор селу Кијавчиће

## Демографија
Већину становника општина чине Срби, а присутне су и друге етничке заједнице, највише Албанци и Бошњаци.
Пре 1999. отприлике 600 косовских Албанаца је живело у 3 села на југу општине (Кошутово, Бистрица и Церање), која су данас скоро празна, а њихови становници углавном сада живе у јужном делу Косовске Митровице. На целокупној територији општине од јуна 1999. године почеле су да пристижу интерно расељена лица са целог Космета, и њихов број данас износи 2.500, од којих су 203 Роми. Око половине од тог броја Рома, интерно расељених лица, је из Вучитрна, Клине, Призрена и Обилића, а друга половина је из Ромске Махале из Косовске Митровице. Око 1.200 ИРЛ српске националности живи код својих рођака, а остали у колективним центрима у Лепосавићу, Лешку и Сочаници. Значајан број Муслимана живи у селима Бербериште, Врачево и Рватска. Само Лепосавић и Лешак имају статус градског насеља.
Етничке структура по годинама:
- 1991. година:
  - УКУПНО 16.291
  - Срби 14.306 (87,8%)
  - Албанци 1.101 (6,7%)
  - Муслимани 600 (3,7%)
- 1999. година:
  - УКУПНО -----
  - Срби 15.365
  - Албанци 902
  - Муслимани 940
- 2006. година:

| Демографија |        |      |         |     |         |     |      |     |          |
| Година/Популација | Срби   | %    | Албанци | %   | Бошњаци | %   | Роми | %   | Укупно   |
| Попис 1991. године | 14.306 | 87.8 | 1.101   | 6.7 | 600     | 3.7 | 163  | 1.0 | 16.291   |
| Јануар 1999. године | 15.365 | -    | 902     | -   | 940     | N/A | N/A  | N/A | N/A      |
| Тренутне бројке | 18.000 |      | 67      |     | 240     |     | 203  |     | ~ 18.500 |
| Извори: Попис 1991. године: Грађански попис становништва; Национална структура општина (Статистички биро Југославије, Београд, 1993), странице 123-125 ; Бројке 1999. године: Листа села на Косову и Метохији (УНХЦР, 9. март 1999). |        |      |         |     |         |     |      |     |          |

## Инфраструктура
Кроз општину пролази веома важан регионални пут у дужини од 38 километара, који повезује Косово о Метохију са ужом Србијом.
Постоји Здравствени центар у Лепосавићу, као и амбуланте у селима Сочаница, Лешак, Врачево и Бело Брдо.
У општини се налазе 4 основне школе од којих су 3 на српском језику (ОШ „Лепосавић” у Лепосавићу са издвојеним одељењима у Дрену, Јошаници и Кијевчићу, ОШ „Стана Бачанин” у Лешку, са издвојеним одељењима у Врачеву, Белући, Белом Брду, Миоковићу, Остраћу, Доњи Крњин и ОШ „Вук Караџић” у Сочаници, са издвојеним одељењима у Горњој Сочаници и Вучи) и једна на албанском језику у селу Бистрица са десетак ученика. Средњих школа има 2 (Пољопривредна школа „Приштина“ у Лешку., Средња школа „Никола Тесла”), колико и факултета Приштинског Универзитета (Учитељски факултет из Призрена и Факултет за физичку културу из Приштине) и две више школе Виша Економска школа, којој је било седиште у Пећи и Виша Саобраћајна школа, којој је седиште било у Урошевцу. Они су заједно са Институтом за српску културу — Приштина измештени у општину Лепосавић 1999.

## Привреда
До 1991. године цела се привреда заснивала на индустрији, односно ДП „Копаоник”, који послује у оквиру сложеног система Трепчи. Значајно место сада заузима дрвна индустрија, захваљујући великом шумском фонду, који заузима готово половину површине. Производи се техничко дрво, огревно и друге врсте просторног дрвета, као и шумска грађа. 
Осим тога, у оквиру металне индустрије овде послују „ППТ – Зглобни лежајеви” предузеће за израду зглобних лежајева, основано 2000. године и фабрика „Иво Лола Рибар“ за резервне делова за ТЕ „Обилић“, као и велики број малих привредника.
Пољопривреда је такође једна од основних делатности, али су услови за њен развој веома скромни, превасходно због недостатка земљорадничких задруга и откупних станица за пољопривредне производе.
Услови за пољопривредну производњу су веома скромни. Пољопривредна производња би могла да се побољша активирањем земљорадничких задруга и откупних станица за пољопривредне производе, који би се пласирали фабрикама за њихову даљу прераду.

## Економија
Општа економска ситуација у општини је неповољна. Стопа незапослености је висока, а посебно је висока у пољопривреди, посебно имајући у виду да у општини преовлађује пољопривредно становништво. Велики је број и расељених лица која живе у општини.

## Култура
- Центар за културу „Сава Дечанац“ са библиотеком и домовима културе у Лепосавићу, Лешку и Сочаници[11]
- КУД „Копаоник“, друштво основано 1998. године, чији се рад на културним, фолклорним и певачким делатностима заснива на очувању традиције, културе и националног идентитета Срба на читавом простору Косова и Метохије[11][13]

Културно-просветну функцију врше и Дом културе Свети Сава из Истока, Народна библиотека Свети Сава, позориште из Грачанице, Културно-уметничко друштво „Копаоник”.

## Религија
Главна религија је српска православна. Православне цркве постоје у насељу Лепосавић (Црква светог Василија Острошког из 2002), у насељу Лешак (Црква Пресвете Богородице) и у селима (Манастир Врачево, Манастир Свете Петке у Церањској реци, Црква Светог Николе у Земаници, Црква на Дубљу, посвећена Великој Госпојини, источно од села Дубока, Црква у Дренови посвећена Благовестима, Црква Распећа Христовог у Улију), црква у Гулију као и православни Манастир Сочаница, са црквом посвећена Усековању светог Јована Крститеља.
Настанак већина насеља у општини се везује за црквене празнике. Велики број мештана присуствује прославама црквених празника, након којих се организује културно уметнички програм.

## Археолошка налазишта и споменици
Археолошки локалитети у општини Лепосавић:
- Ибарска Слатина
  - Галич (тврђава) антички грађевински комплекс
  - остаци средњовековног манастира Светог Константина и Јелене са некрополом из (12—14 век)
- Сочаница
  - Municipium Dardanorum римски провинцијски град (2—4. век)
  - црква Усековања Светог Јована Крститеља
- Церањска река — црква Мрамор са остацима мермерне скулптуре (14. век)
- Придворица:
  - остаци гробљанске цркве (17—18. век)
  - два бункера код моста на Ибру - споменик из НОБ
- Дрен— остаци гробљанске цркве (17—18. век)
- Вуча
  - локалитет Црквине са остацима villa rusticae у оквиру Municipium Dardanorum (2-4. век)
  - остаци гробљанске цркве (17—18. век)
- Остраће
  - Велика Ливада, дуж Остраћке реке остаци старих средњовековних грађевина
  - рушевине гробаљске цркве (14. век)
  - остаци отоманске карауле Меркез
- Граничане — Рушевине гробљанске цркве (16—17. век)
- Доње Јариње Мијатовићи — остаци гробљанске цркве (16—17. век)
- Јошаница - четири споменика крајпуташа
- Кајково — остаци гробљанске цркве (16—17. век)
- Горњи Крњин — остаци латинске цркве са гробљем (14—15. век)
- Каменица — остаци цркве Светог Константина и Јелене (14. век) на темељима античке грађевине
- Манастир Врачево — црква Светих Врача (14. век)
- Тврђане — остаци античког утврђења (2—4. век)

Археолошка налазишта се не налазе у функцији туризма.

## Спорт
У Лепосавићу делује Спортски савез.
Регистровани спортски клубови у општини Лепосавић:
- Фудбалски клуб „Копаоник” Лешак,
- Фудбалски клуб „Ибар„ Лепосавић,
- Фудбалски клуб „Сочаница„ Сочаница,
- Фудбалски клуб „Kосмет„ Лепосавић,
- Омладински фудбалски клуб „Лешак„,
- Женски одбојкашки клуб „Лепосавић„,
- Кошаркашки клуб „Лепосавић„,
- Кошаркашки клуб „Лешак„,
- Карате клуб „Томари„,
- Карате клуб „Лепосавић„,
- Шах клуб „Космет„,
- Планинарско-скијашко друштво „Копаоник„,
- Клуб спортских риболоваца „Пастрмка„,
- Тениски клуб „Лепосавић„,
- Атлетски клуб „Лепосавић„,
- Ски клуб „Skiroos„,
- Одбојкашки клуб „Спорт-Коп„ Лепосавић,
- Стонотениски клуб „Лешак„,
- Стонотениски клуб „Лепосавић„,
- Женски рукометни клуб „Сочаница„,
- Стонотениски клуб „Галич„ Сочаница
- Фитнес клуб „КИМ ФИТНЕС ТИМ„
- Карате клуб „Лепосавић„

Спортска туристичка организација Лепосавић је организатор општинских такмичења у малом фудбалу, рукомету, одбојци, кошарци, стоном тенису као и пролећног и јесењег кроса. Такође организују Радничке спортске игре, на којима се сваке године, преко 400 радника надмеће у 15 такмичарских дисциплина. Организују се и акције „Жене у рекреацији“, Сеоске Ускршње игре, Бизнис лига.